# Serres de Saint-Paul-de-Loubressac et de Saint-Barthélémy, et causse de Pech Tondut
Serres de Saint-Paul-de-Loubressac et de Saint-Barthélémy, et causse de Pech Tondut este o arie protejată (sit de importanță comunitară — SCI) din Franța întinsă pe o suprafață de 832 ha, integral pe uscat.

## Localizare
Centrul sitului Serres de Saint-Paul-de-Loubressac et de Saint-Barthélémy, et causse de Pech Tondut este situat la coordonatele 44°19′12″N 1°27′52″E / 44.32°N 1.46444°E.

## Înființare
Situl Serres de Saint-Paul-de-Loubressac et de Saint-Barthélémy, et causse de Pech Tondut a fost declarat arie specială de conservare în baza directivei 92/43 din 1992 referitoare la conservarea habitatelor naturale și a faunei și florei sălbatice pentru a proteja 4 specii de animale.

## Biodiversitate
Situată în ecoregiunea atlantică, aria protejată conține 11 habitate naturale: Pseudostepă cu ierburi și specii anuale de Thero-Brachypodietea, Pante stâncoase calcaroase cu vegetație casmofită, Păduri aluvionare cu Alnus glutinosa și Fraxinus excelsior (Alno-Padion, Alnion incanae, Salicion albae), Ape puternic oligomezotrofe cu vegetație bentonică cu Chara spp., Pajiști uscate seminaturale și facies de acoperire cu tufișuri pe substraturi calcaroase (Festuco-Brometalia) (* situri importante pentru orhidee), Pajiști carstice calcaroase sau bazofile, de Alysso-Sedion albi, Lacuri eutrofice naturale cu vegetație de tip Magnopotamion sau Hydrocharition, Ape stătătoare oligotrofe până la mezotrofe, cu vegetație de Littorelletea uniflorae și/sau de Isoëto-Nanojuncetea, Formațiuni de Juniperus communis pe lande sau pajiști calcaroase, Fânețe de joasă altitudine (Alopecurus pratensis, Sanguisorba officinalis), Pajiști cu Molinia pe soluri calcaroase, turboase sau argilos-nămoloase (Molinion caeruleae).
La baza desemnării sitului se află mai multe specii protejate de  nevertebrate (4): croitorul mare al stejarului (Cerambyx cerdo), fluturele auriu (Euphydryas aurinia), Euplagia quadripunctaria, rădașcă (Lucanus cervus).
Pe lângă speciile protejate, pe teritoriul sitului au mai fost identificate 28 de specii de plante, 8 specii de păsări, 1 specie de amfibieni, 6 specii de nevertebrate, 4 specii de reptile.